# 天主教富强教区
天主教富強教區（越南語：Giáo phận Phú Cường）是越南一個羅馬天主教教區，屬胡志明市總教區。
2007年有教友113,238人，估轄區總人口5.1%、64個堂區、101名司鐸、48名修士、184名修女。現任主教為陳庭思，助理主教阮新爵。其座堂是耶穌聖心座堂。
1965年10月14日自西貢總教區分出，成為獨立的教區。